# Franc Zalaznik
Franc Zalaznik - Leon, slovenski komunist, aktivist, partizan in pisatelj, * 20. november 1907, Vrhnika, † 13. marec 1973, Maribor.

## Življenjepis
Franc Zalaznik se je po končani osnovni šoli, ki jo je končal na Vrhniki zaposlil kot pomožni delavec v opekarni. Leto kasneje pa je postal vajenec pri ključavničarskem mojstru, hkrati pa se je začel šolati za ključavničarja. Šolanje je zaključil leta 1926 in se odpravil po svetu. Najprej je delal v Zagrebu, nato odšel v Srbijo, kjer je v različnih mestih (Kragujevac, Niš, Beograd) in opravljal razna dela, nato pa je začel služiti vojaški rok v Mostarju. 
Po odsluženem vojaškem roku se je vrnil v Slovenijo, kjer se je zaposlil kot ključavničar na železnici v Mariboru. Tik pred izbruhom druge svetovne vojne je vstopil v Komunistično partijo Jugoslavije. Deloval je delavsko-kmečkem gibanju; po okupaciji 1941 se je vključil v OF
Po izbruhu vojne se je z družino najprej umaknil na Hrvaško, od tam pa se je kmalu vrnil v Maribor in nato na Dunaj, kjer je s sodelavci začel z aktivističnim delovanjem. Na Dunaju so izvajali sabotaže, po aretaciji njegove žene pa se je vrnil v domovino. 2. marca 1942 se je pridružil ruški četi, kjer je dobil partizansko ime Leon. V partizanih je bil še komandir Šaleške čete 1. štajerskega bataljona, politični komisar čete Pohorskega bataljona, aktivist OF na slovenskem Koroškem, Slovenskih goricah, na Kozjaku in v Mariboru. Po vojni je bil med drugim predsednik Okrajnega komiteja Maribor okolica in direktor Komunalnega podjetja Maribor. Za udeležbo v NOB je prejel Partizansko spomenico 1941.
Franc Zalaznik je skozi celotno vojno pisal dnevnik, ki ga je po vojni zbral v knjigo, ki jo je leta 1963 izdal v Mariboru.

## Dela
- Dolga in težka pot 1941 - 1945 (COBISS)